# Riantec
Riantec (tiếng Breton: Rianteg) là một xã ở tỉnh Morbihan trong vùng Bretagne tây bắc Pháp. Xã này có diện tích 14,06 km², dân số năm 1999 là 4765 người. Khu vực này có độ cao t 0-35 mét trên mực nước biển.
Cư dân của Riantec danh xưng trong tiếng Pháp là Riantécois.